# Crux Vaticana - Croce di Giustino II

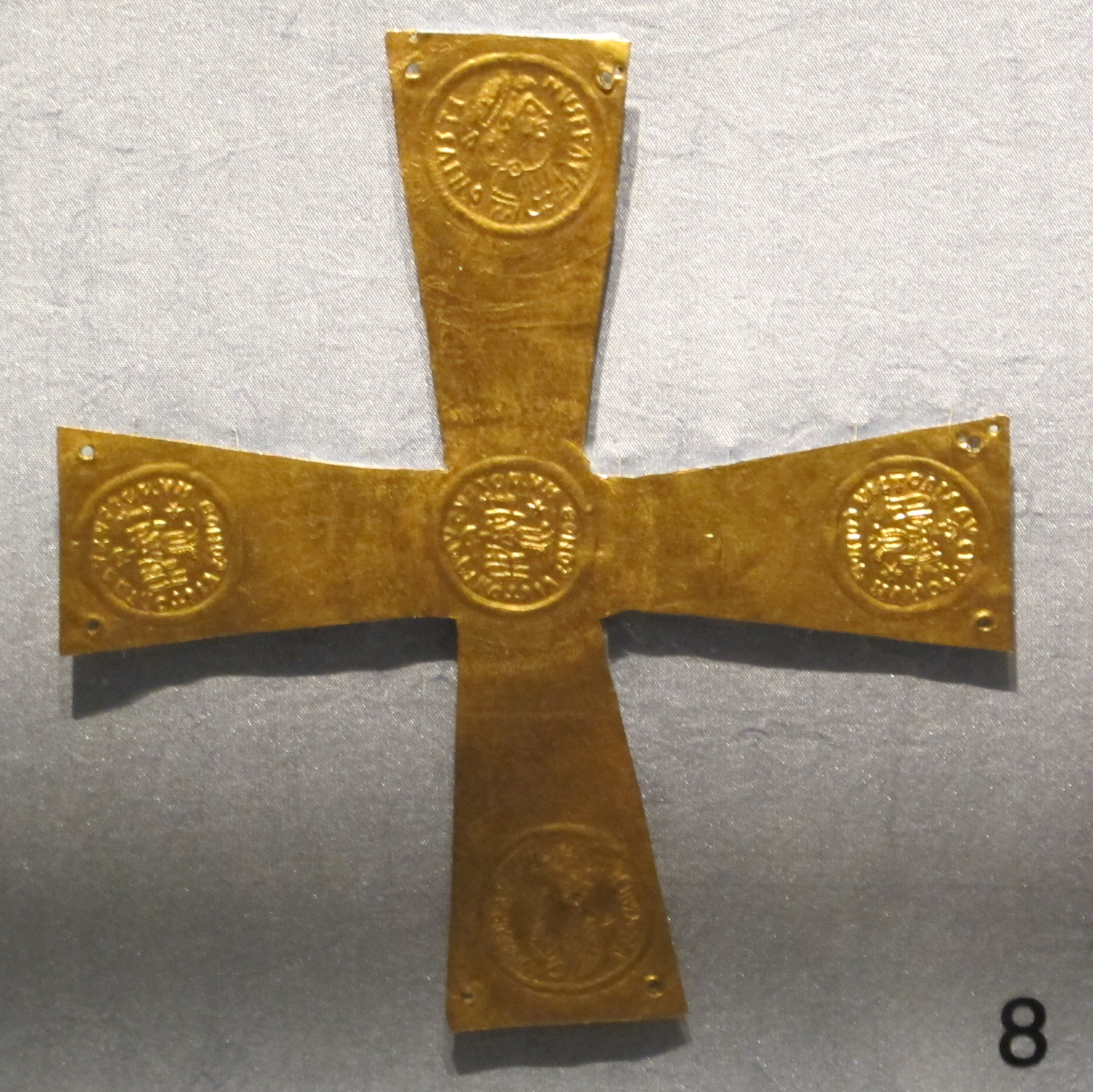
Crocetta d'oro longobarda con moneta di Giustino II, da novara, VI-VIII sec

La Crux Vaticana o Croce di Giustino II è una croce processionale e reliquiario della vera Croce (stauroteca), uno dei più antichi sopravvissuti, se non il più antico, oggi conservata nel Museo del Tesoro della basilica di San Pietro in Vaticano.

## Storia
Si tratta di una «croce gemmata», nota anche da raffigurazioni pittoriche come l'affresco della nicchia occidentale del battistero rinvenuto nella catacomba di Ponziano; la croce è in argento dorato e adorna di gemme, come era usanza per gli oggetti liturgici utilizzati nelle cappelle palatine e nella corte imperiale di Costantinopoli,; risalente al VI secolo, fu donata non al Papa, in quanto il pontefice non aveva ancora all'epoca assunto prerogative di governo civile, ma al popolo di Roma, probabilmente rappresentato dal Dux Romae o dal Magister militum, massimi rappresentanti dell'autorità imperiale a capo dell'amministrazione civile della Città Eterna, tra VI e prima metà dell'VIII secolo, noti dalle lettere di papa Gregorio I, da parte dell'imperatore d'Oriente Giustino II, che regnò dal 565 al 578, e dalla moglie, l'imperatrice  consorte Sofia.